# Interno berlinese
Interno berlinese (anglès: The Berlin Affair; alemany: Leidenschaften) és una pel·lícula italo-alemanya del 1985 dirigida per Liliana Cavani i protagonitzada per Gudrun Landgrebe, Kevin McNally i Mio Takaki. Ambientada a Berlín el 1938, veu com l'esposa d'un diplomàtic nazi en ascens s'enamora de Mitsuko Matsugae, la filla de l'ambaixador japonès i artista. El seu marit se n'assabenta i es mou per trencar la aventura. No obstant això, aviat s'enamora de la mateixa Mitsuko, el que porta a la intervenció de funcionaris superiors al sistema. La pel·lícula està basada en la novel·la Quicksand de Jun'ichirō Tanizaki.

## Argument
Berlín, Alemanya nazi, finals de 1938: Louise von Hollendorf visita el seu antic professor de literatura universitària per explicar-li els esdeveniments de la seva vida recent. La resta de la pel·lícula s'explica en flashback amb veu en off ocasional i narració davant la càmera de Louise al professor.
Uns mesos abans, durant la temporada de primavera, Louise està casada amb Heinz, un alt diplomàtic alemany  del Ministeri d'Afers Exteriors. Les llargues hores de treball del seu marit la fan sentir sola. Decideix fer classes de dibuix a l'institut de Belles Arts. A l'institut, Louise coneix una companya de classe anomenada Mitsuko Matsugae, la jove i seductora filla de l'ambaixador japonès. Captivada per la bellesa de la Mitsuko, Louise li demana que faci de model per a la seva pràctica d'esbossos. Aviat es corre el rumor a l'institut que les dues dones estan promeses romànticament. En lloc de separar-los, els rumors apropen els dos amics i aviat es viuen en una apassionada història d'amor. Com confia la Louise al professor: "Un moment ens vam riure, l'altre vam estar fent l'amor". Tenen les seves trobades romàntiques primer a casa de Louise i més tard a casa de Mitsuko als terrenys de l'ambaixada japonesa. Després de passar més i més temps junts, la Louise s'enamora de la Mitsuko.
Heinz aviat sospita de la relació de les dones. No sols es torna gelós, sinó que també es preocupa perquè les indiscrecions de la seva dona puguin perjudicar les seves ambicions polítiques. Heinz s'enfronta a Louise per ser infidel, que nega la seva al·legació, fins i tot davant de proves clares.
Un dia, la Louise descobreix que la Mitsuko ha tingut una aventura amb Joseph Benno, el seu professor de dibuix mig italià. Louise s'assabenta del pla de la Mitsuko i el Joseph per casar-se i que els dos han difós els rumors de lesbianisme sobre Louise i Mitsuko per distreure la gent de la seva pròpia relació de raça mixta socialment inacceptable. Disgustada i desil·lusionada, Louise se separa de la Mitsuko i torna amb el seu marit, confessant tot el que ha passat. Heinz està molest, però perdona a Louise la seva infidelitat.
Mentrestant, el règim nazi comença a eliminar els dissidents sota la capa d'una campanya de moralitat. Wolf von Hollendorf, el cosí d'Heinz i un alt oficial de la Gestapo, obliga a Louise i Heinz a participar en un complot, que descobreix l'homosexualitat del general Werner von Heiden per la qual li tendeixen una trampa a von Heiden a casa seva convidant-lo i (desconegut per a von Heiden) el seu amant, un jove pianista. En la visita, Wolf exposa la relació de von Heiden, arruïnant la carrera del general i obligant-lo a fugir tant de Berlín com d'Alemanya.
Un mes després, la Mitsuko reapareix a la vida de Louise, fingint estar malalta i embarassada. Louise no es creu la Mitsuko. Tanmateix, reinicien la seva aventura amb encara més intensitat. Joseph Benno, que encara té una relació amb Mitsuko, li promet a Louise que no interferirà en el romanç de Louise i Mitsuko si Louise l'ajuda a ell i Mitsuko a casar-se. Louise accepta de mala gana i signa un document que ho indica. Aleshores, Benno fa servir aquest acord escrit per fer xantatge a Heinz, que, amb l'ajuda de Wolf, gira la situació a Benno i el fa deportar de tornada a Itàlia.
Heinz ara està decidit a separar la seva dona de la seva amant femenina japonesa. Les dues dones planegen espantar a Heinz perquè accepti la seva relació fingint un intent de suïcidi. El pla pren un gir inesperat quan la Mitsuko sedueix a Heinz per fer un ménage à trois. Atrapats en un triangle amorós, Louise, Mitsuko i Heinz es tornen cada cop més gelosos els uns dels altres. La Mitsuko, cada cop més gelosa i possessiva, domina a Louise i Heinz. En un sopar, Mitsuko droga els von Hollendorf amb pastilles per dormir per evitar que tinguin relacions sexuals. La Mitsuko utilitza l'enginy per girar Heinz contra Louise. A hores d'ara, la seva relació autodestructiva es fa públicament coneguda pel règim nazi a mesura que l'exiliat Benno publica el seu relat en un diari de Berlín. Per evitar un escàndol, se li demana a Heinz que renunciï al seu càrrec i abandoni Berlín. Wolf retira temporalment els seus passaports per evitar que Louise, Heinz i Mitsuko marxin del país.
Louise, Heinz i Mitsuko s'amaguen en una habitació d'hotel rònec per debatre sobre les seves opcions. Tanmateix, en lloc de deixar-se mútuament, els tres beuen verí preparat per la Mitsuko en un ritu cerimonial de suïcidi i s'estiren al llit de l'habitació agafats l'un a l'altre. Un temps després, en despertar-se, Louise descobreix desconcertada que tant Heinz com Mitsuko estan morts, revelant que la Mitsuko li va donar un sedant en lloc de verí.
Al principi, Louise va pensar que en quedar-se enrere va ser traïda pels seus dos amants. Tanmateix, a l'escena final, mentre acaba la seva narració al seu professor, la Louise pensa que potser la Mitsuko ho va fer per lleialtat, per salvar la vida de la Louise. El professor insta a Louise a escriure i publicar la seva història, i també li passa el seu manuscrit final perquè la guardi. Minuts després, la Gestapo l'arresta i se l'emporta, deixant enrere Louise, ara sola, que ha de decidir tota sola com seguirà amb la seva vida.

## Repartiment
- Gudrun Landgrebe com a Louise von Hollendorf
- Kevin McNally com a Heinz von Hollendorf
- Mio Takaki com a Mitsuko Matsugae
- Hanns Zischler com a Wolf von Hollendorf
- Andrea Prodan com a Joseph Benno
- Massimo Girotti com a Werner von Heiden
- Pieter Daniel com Edmund Meyer
- William Berger com a professor
- John Steiner com a Oskar Engelhart
- Edward Farrelly com a Bernard
- Philippe Leroy com a Herbert Gessler
- Claudio Lorimer com Otto Bhuler

## Producció
La història es basa en la novel·la de Jun'ichirō Tanizaki Manji, publicada en sèrie entre 1928 i 1930. Cavani es va sentir atreta per la novel·la per la seva intensitat dramàtica i l'economia extrema, la seva capacitat per introduir-nos, com a espectadors gairebé sense alè, dins del significat de detalls aparentment insignificants. Sonoko, la narradora en primera persona, explica la seva pròpia història a una escriptora destacada com un llarg monòleg que continua la novel·la. És la història d'una apassionada història d'amor amb Mitsuko que finalment implica el seu marit i en Watanuki, un dandi efeminat impotent. Mitsuki era en realitat el nom de la tercera esposa de Tanizaki. Va inspirar diverses de les seves novel·les. Cavani va avançar la història en el temps i va ambientar la trama a Alemanya el 1938.
Interno berlinese va ser la primera pel·lícula produïda per Menahem Golan i Yoram Globus a Itàlia per a Cannon. Es va rodar a Roma als Estudis Paolis i a Viena d'abril a juliol de 1985. Gudrun Landgrabe, un dels descobriments del Nou Cinema Alemany, havia aparegut a Die flambierte Frau de Robert van Ackeren (1982),  Heimat d’Edgar Reitz (1984), i Oberst Redl d’István Szabó (1985). Kevin McNally, un actor britànic, interpreta el marit. Elegir el paper de Mitzuko va ser un repte. Cavani va anar a Tòquio buscant un model de bellesa que pogués equilibrar la seducció amb una voluntat de ferro. Ho va trobar a l'actriu i cantant pop de 24 anys Mio Takaki.

## Llançament
Va ser inscrita al 36è Festival Internacional de Cinema de Berlín. The Berlin Affair  està disponible al DVD de la Regió 2. No s'ha publicat en DVD als EUA.

## Reconeixements
- Ciak d'oro - 1986[5]
  - Millor fotografia a Dante Spinotti
  - Candidatura a millor escenografia a Luciano Ricceri